# Spirobolellus splendens
Spirobolellus splendens är en mångfotingart som beskrevs av Filippo Silvestri 1895. Spirobolellus splendens ingår i släktet Spirobolellus och familjen slitsdubbelfotingar. Inga underarter finns listade i Catalogue of Life.